# Gary Trent Jr.
Gary Dajaun Trent Jr., né le 18 janvier 1999 à Columbus dans l'Ohio, est un joueur américain de basket-ball évoluant au poste d'arrière.

## Biographie

### Carrière universitaire
Entre 2017 et 2018, il joue pour les Blue Devils à l'université Duke.

### Carrière professionnelle

#### Trail Blazers de Portland (2018 - mars 2021)
Le 21 juin 2018, après une unique saison universitaire effectuée sous les couleurs des Blue Devils de Duke, il est drafté par les Kings de Sacramento puis envoyé aux Trail Blazers de Portland en échange de deux futurs choix de second tour.
Il signe le 6 juillet 2018 un contrat de trois ans avec les Trail Blazers de Portland.

#### Raptors de Toronto (mars 2021 - juillet 2024)
Le 25 mars 2021, il est envoyé aux Raptors de Toronto avec Rodney Hood en échange de Norman Powell. Agent libre à l'été 2021, il re-signe avec les Raptors pour un contrat de 54 millions de dollars sur trois ans.

#### Bucks de Milwaukee (depuis 2024)
Le 20 juillet 2024, Trent s'engage pour une saison avec les Bucks de Milwaukee.

## Palmarès
- McDonald's All-American Team (2017)

## Statistiques

### Universitaires
| Saison    | Équipe   | Matchs | Titul. | Min./m | % Tir | % 3pts | % LF | Rbds/m. | Pass/m. | Int/m. | Ctr/m. | Pts/m. |
| --------- | -------- | ------ | ------ | ------ | ----- | ------ | ---- | ------- | ------- | ------ | ------ | ------ |
| 2017-2018 | Duke     | 37     | 37     | 33,9   | 41,5  | 40,2   | 87,6 | 4,24    | 1,41    | 1,16   | 0,14   | 14,49  |
| Carrière  | Carrière | 37     | 37     | 33,9   | 41,5  | 40,2   | 87,6 | 4,24    | 1,41    | 1,16   | 0,14   | 14,49  |

### Professionnelles

#### Saison régulière
| Saison    | Équipe    | Matchs | Titul. | Min./m | % Tir | % 3pts | % LF | Rbds/m. | Pass/m. | Int/m. | Ctr/m. | Pts/m. |
| --------- | --------- | ------ | ------ | ------ | ----- | ------ | ---- | ------- | ------- | ------ | ------ | ------ |
| 2018-2019 | Portland  | 15     | 1      | 7,4    | 32,0  | 23,8   | 42,9 | 0,73    | 0,33    | 0,07   | 0,13   | 2,67   |
| 2019-2020 | Portland  | 61     | 8      | 21,8   | 44,4  | 41,8   | 82,2 | 1,64    | 1,00    | 0,79   | 0,26   | 8,87   |
| 2020-2021 | Portland  | 41     | 23     | 30,8   | 41,4  | 39,7   | 77,3 | 2,22    | 1,41    | 0,90   | 0,15   | 14,95  |
| 2020-2021 | Toronto   | 17     | 15     | 31,8   | 39,5  | 35,5   | 80,6 | 3,59    | 1,29    | 1,12   | 0,24   | 16,18  |
| 2021-2022 | Toronto   | 70     | 69     | 35,0   | 41,4  | 38,3   | 85,3 | 2,73    | 2,01    | 1,74   | 0,27   | 18,33  |
| 2022-2023 | Toronto   | 66     | 44     | 32,1   | 43,3  | 36,9   | 83,9 | 2,62    | 1,61    | 1,58   | 0,21   | 17,39  |
| 2023-2024 | Toronto   | 71     | 41     | 28,1   | 42,6  | 39,3   | 77,1 | 2,65    | 1,68    | 1,08   | 0,14   | 13,72  |
| 2024-2025 | Milwaukee | 74     | 9      | 25,6   | 43,1  | 41,6   | 84,8 | 2,27    | 1,18    | 0,97   | 0,05   | 11,14  |
| Carrière  | Carrière  | 415    | 210    | 28,2   | 42,3  | 39,1   | 82,3 | 2,37    | 1,44    | 1,16   | 0,18   | 13,73  |

Mise à jour le 18 avril 2024

#### Playoffs
| Saison   | Équipe   | Matchs | Titul. | Min./m | % Tir | % 3pts | % LF | Rbds/m. | Pass/m. | Int/m. | Ctr/m. | Pts/m. |
| -------- | -------- | ------ | ------ | ------ | ----- | ------ | ---- | ------- | ------- | ------ | ------ | ------ |
| 2020     | Portland | 5      | 1      | 30,6   | 35,6  | 41,7   | 85,7 | 2,00    | 0,60    | 0,80   | 0,00   | 9,60   |
| 2022     | Toronto  | 6      | 6      | 33,2   | 37,8  | 33,3   | 89,5 | 1,80    | 1,30    | 1,00   | 0,50   | 15,30  |
| Carrière | Carrière | 11     | 7      | 32,0   | 37,0  | 36,5   | 88,5 | 1,90    | 1,00    | 0,90   | 0,30   | 12,70  |

Mise à jour le 18 octobre 2022

## Records sur une rencontre en NBA
Les records personnels de Gary Trent Jr. en NBA sont les suivants, :
| Type de statistique        | Saison régulière | Saison régulière         | Saison régulière | Playoffs | Playoffs                | Playoffs      |
| Type de statistique        | Record           | Adversaire               | Date             | Record   | Adversaire              | Date          |
| -------------------------- | ---------------- | ------------------------ | ---------------- | -------- | ----------------------- | ------------- |
| Points                     | 44               | @ Cavaliers de Cleveland | 10 avril 2021    | 37       | Pacers de l'Indiana     | 25 avril 2025 |
| Paniers marqués            | 17               | @ Cavaliers de Cleveland | 10 avril 2021    | 12       | @ Pacers de l'Indiana   | 30 avril 2025 |
| Paniers tentés             | 28               | @ Heat de Miami          | 29 janvier 2022  | 25       | @ Pacers de l'Indiana   | 30 avril 2025 |
| Paniers à 3 points réussis | 9                | @ Hawks d'Atlanta        | 31 janvier 2022  | 9        | Pacers de l'Indiana     | 25 avril 2025 |
| Paniers à 3 points tentés  | 15               | 5 fois                   | 5 fois           | 17       | @ Pacers de l'Indiana   | 30 avril 2025 |
| Lancers francs réussis     | 11               | @ Lakers de Los Angeles  | 14 mars 2022     | 6        | Pacers de l'Indiana     | 25 avril 2025 |
| Lancers francs tentés      | 13               | @ Lakers de Los Angeles  | 14 mars 2022     | 7        | Pacers de l'Indiana     | 25 avril 2025 |
| Rebonds offensifs          | 4                | @ Lakers de Los Angeles  | 14 mars 2022     | 2        | Lakers de Los Angeles   | 22 août 2020  |
| Rebonds défensifs          | 10               | Hornets de Charlotte     | 18 décembre 2023 | 3        | 3 fois                  | 3 fois        |
| Rebonds totaux             | 10               | Hornets de Charlotte     | 18 décembre 2023 | 4        | @ Lakers de Los Angeles | 29 août 2020  |
| Passes décisives           | 7                | 2 fois                   | 2 fois           | 3        | @ 76ers de Philadelphie | 25 avril 2022 |
| Interceptions              | 5                | 8 fois                   | 8 fois           | 4        | Pacers de l'Indiana     | 25 avril 2025 |
| Contres                    | 3                | Jazz de l'Utah           | 7 janvier 2022   | 1        | 3 fois                  | 3 fois        |
| Balles perdues             | 4                | @ Cavaliers de Cleveland | 6 mars 2022      | 2        | 2 fois                  | 2 fois        |
| Minutes jouées             | 56               | @ Heat de Miami          | 29 janvier 2022  | 45       | 76ers de Philadelphie   | 20 avril 2022 |

- Double-double : 1
- Triple-double : 0

Dernière mise à jour : 25 avril 2025

## Vie privée
Son père, Gary Trent, a joué en NBA de 1995 à 2004 et notamment sous le maillot des Trail Blazers de Portland comme son fils.